# Natação nos Jogos Olímpicos de Verão da Juventude de 2014 - 200 m bruços Rapazes
As provas de natação' dos' 200 m bruços de rapazes nos Jogos Olímpicos de Verão da Juventude de 2014 decorreram a 20 de Agosto de 2014 no natatório do Centro Olímpico de Desportos de Nanquim em Nanquim, China. Ippei Watanabe, do Japão, foi campeão Olímpico, o venezuelano Carlos Claverie ganhou a Prata e Anton Chupkov da Rússia foi Bronze.

## Medalhistas
| Ouro   | JPN Ippei Watanabe  |
| Prata  | VEN Carlos Claverie |
| Bronze | RUS Anton Chupkov   |

## Resultados da final
| Pos.              | Linha | Nadador               | Tempo total | Diferença |
| ----------------- | ----- | --------------------- | ----------- | --------- |
| Medalha de ouro   | 6     | JPN Ippei Watanabe    | 2:11.31     |           |
| Medalha de prata  | 4     | VEN Carlos Claverie   | 2:11.74     | +0.43     |
| Medalha de bronze | 3     | RUS Anton Chupkov     | 2:11.87     | +0.56     |
| 4                 | 5     | GER Maximilian Pilger | 2:11.97     | +0.66     |
| 5                 | 2     | HUN David Horvath     | 2:12.39     | +1.08     |
| 6                 | 8     | RSA Jarred Crous      | 2:15.52     | +4.21     |
| 7                 | 7     | TPE Cai Bing-Rong     | 2:16.89     | +5.58     |
| 8                 | 1     | BRA Andreas Mickosz   | 2:17.17     | +5.86     |